# 이동시외버스터미널
이동시외버스터미널은 경기도 포천시 이동면 장암리에 위치한 시외버스 터미널이다.

## 개요
경기 북부 교통의 요지로서 포천시의 동부 이동면 일대를 오가는 이용객들에게 편의를 제공하기 위해 건립되었다. 경기도 포천시 이동면에서는 협소한 터미널을 대체하기 위해 고심이 많지만 면이라는 지역의 특성상 소규모 매표소가 있고 협소한 가로변 정류장으로 간이 운영중이다. 주변 군부대 장병들과 지역주민들의 수요도 꽤나 있는편으로 개선이 필요하다

## 운행 노선
| 방면        | 행선지               |
| ----------- | -------------------- |
| 수도권 방면 | 동서울, 인천(안양)   |
| 강원권 방면 | 동송, 사창리, 와수리 |

## 참조
1. ↑  버스터미널 현황, 경기도청, 2019년 2월 19일 작성.